# Hjuldyr
Hjuldyr er en række af mikroskopiske dyr, der lever i vand og fugtig jord.
Der findes omkring 2000 arter af hjuldyr, fordelt på tre klasser.

## Klassifikation
Række: Rotifera
- Klasse: Seisonidea
- Klasse: Bdelloidea
- Klasse: Monogononta